# Ernie Richardson
Ernie Richardson (Stoughton, 4 agosto 1931) è un giocatore di curling canadese.

## Biografia
Vinse quattro edizioni dei campionati mondiali di curling:
- 1959, con Arnold Richardson, Garnet Richardson e Wes Richardson.[1]
- 1960, con Arnold Richardson, Garnet Richardson e Wes Richardson;
- 1962, con Arnold Richardson, Garnet Richerdson e Wes Richardson;
- 1963, con Arnold Richardson, Garnet Richerdson e Mel Perry.